# 木兰镇 (成都市)
木兰镇，是中华人民共和国四川省成都市新都区曾经下辖的一个镇。2019年12月，撤销木兰镇、石板滩镇，设立石板滩街道。

## 行政区划
木兰镇撤销前下辖以下地区：
木兰场社区、永宁社区、分水社区、木兰社区、江西社区、红石社区、宫王社区、狮子社区、梁胜社区、农和社区、十里社区、天宫社区、石马社区、共和社区和长林社区。